# Вардарско българско училище
Вардарското (Вардарско-капийското) българско училище в Солун е създадено за многобройното българско население на Вардарската махала в града. Намирало се е около Вардарската порта в западната част на Солун.
Открито е за учебната 1883/1884 година. От края на 80-те години се помещава в дървено здание до българската църква „Св. Димитър“.
От учебната 1885/1886 година има три отделения, а от 1893/1894 – четири. В училището освен деца от Вардарската махала учат и деца от по-далечната (на около половин час път) Кукушка махала, наричана от турците Чаир махала. Тъй като неколкократните опити за откриване на българско училище там не успяват, в 1905 година е решено вместо поредно искане на позволение да се съобщи на турците, че учениците от Вардарското училище, живеещи в Кукушката махала, поради отдалечеността, трудното придвижване по улиците през зимата и опасностите ще учат в наета за целта частна къща там. Така представен, въпросът с училището в Кукушката махала е решен положително – турската власт (Идаре меджлисът) разрешава откриване на клон на Вардарското училище в Кукушката махала. Това училище се развива много бързо, през учебната 1911/1912 годин има 4 отделения и забавачка, помещава се в нова голяма сграда и се посещава от общо 216 деца.